# Машинна инструкция
Машинна инструкция или машинно указание е наредба, която предизвиква изпълнението на единична операция от процесора в дадена компютърна архитектура.
Инструкцията може да е последователност от операции необходими за получаването на желан резултат.